# Oswald Mbuyiseni Mtshali
Oswald Mbuyiseni Mtshali, né le 17 janvier 1940 à Vryheid, dans la province du Natal en Afrique du Sud, est un poète sud-africain issu du peuple zoulou. 
Il a étudié à l'Université Columbia et vit maintenant à Soweto dans la  province du Gauteng en Afrique du Sud. Il écrit en zoulou, (la langue dominante dans la province du KwaZulu-Natal), et en anglais.

## Premier livre
Mtshali est né à Vryheid, dans la province du Natal (actuel KwaZulu-Natal), en  Afrique du Sud. Il a commencé à travailler, de 1963 à 1965, comme chauffeur livreur à Soweto, pour une firme d'ingénierie, avant de s'engager dans la voie de la poésie. 
Son premier livre, Sounds of a Cowhide Drum 1971, est un éclairage sur la banalisation et l’extrémisme générés par l'idéologie de l’apartheid vis-à-vis des classes laborieuses en Afrique du Sud. Pour éveiller les consciences, Mtshali en appelle à l'énergie de ceux qui étaient leurs  "ancêtres". La préface du livre est rédigée par Nadine Gordimer, une femme de lettres sud-africaine, romancière, nouvelliste, critique et éditrice, qui comme Mtshali combat l'apartheid.
"Sounds of a Cowhide Drum" est l'un des premiers recueils de poèmes d'un poète noir sud-africain qui a connu un large succès, tant il a largement été diffusé, et il est rapidement devenu un classique de la littérature sud-africaine. Ce livre a suscité un débat considérable au sein des communautés sud-africaines. Cela en fut bénéfique pour Mtshali qui a ainsi obtenu en 1974 le premier prix Olive Schreiner. L' éditeur, Lionel Abrahams, avec la popularité qui en découla, réalisa de considérables bénéfices.
Le titre du livre est expliqué par une image dans un poème du même titre:
"Je suis le tambour de votre âme en sommeil, 
découpé dans la peau noire d'une vache sacrificielle.
Je suis l'esprit de tes ancêtres. . ." 

## Rédaction, enseignement, recherche
Le travail de Mtshali est encore aujourd'hui, populaire au sein de la communauté libérale blanche d'Afrique du Sud. Cette popularité le rendit sans doute moins emblématique, auprès des autres poètes. Dans une interview en 1978, Keorapetse Kgositsile, un poète et militant politique sud africain qui fut un membre influent du Congrès national africain, compare le cas suscité par Mtshali à celui de  la Renaissance de Harlem, un mouvement de renouveau de la culture afro-américaine, dans l’Entre-deux-guerres dont le berceau et son foyer se trouvaient dans le quartier de Harlem, à New York, aux États-Unis d'Amérique. D'autres critiques ont loué le travail de Mtshali dans la lutte contre l'apartheid : le poète Dike Okoro (né en 1973) estime, en effet que Mtshali « se distingue par le rôle qu'il joue dans la lutte contre l'oppression et ses effets, en brandissant la peur en tant qu'élément artisanal » . 
Son second volume de poèmes, Fireflames (1980), beaucoup plus militant et favorable à une prometteuse révolution. L'ouvrage fut interdit par le gouvernement sud-africain parce qu'il était axé sur les écoliers de Soweto. Un ouvrage, politiquement engagé, qui fait référence au soulèvements qui s'y sont déroulés en 1976.

## Éducateur
Après son succès dans la poésie, Mtshali s'orienta dans le monde socio-éducatif. Il fut nommé directeur adjoint du Pace College , une école de commerce à Soweto.  Il a enseigné au New York City College of Technology .